# Фактор зсідання крові X
F10 (англ. Coagulation factor X, Фактор Стюарта-Прауера, протромбіназа, аутопротромбін III) — білок, який кодується однойменним геном, розташованим у людей на короткому плечі 13-ї хромосоми. Довжина поліпептидного ланцюга білка становить 488 амінокислот, а молекулярна маса — 54 732.
| 10         |  | 20         |  | 30         |  | 40         |  | 50         |
| ---------- |  | ---------- |  | ---------- |  | ---------- |  | ---------- |
| MGRPLHLVLL |  | SASLAGLLLL |  | GESLFIRREQ |  | ANNILARVTR |  | ANSFLEEMKK |
| GHLERECMEE |  | TCSYEEAREV |  | FEDSDKTNEF |  | WNKYKDGDQC |  | ETSPCQNQGK |
| CKDGLGEYTC |  | TCLEGFEGKN |  | CELFTRKLCS |  | LDNGDCDQFC |  | HEEQNSVVCS |
| CARGYTLADN |  | GKACIPTGPY |  | PCGKQTLERR |  | KRSVAQATSS |  | SGEAPDSITW |
| KPYDAADLDP |  | TENPFDLLDF |  | NQTQPERGDN |  | NLTRIVGGQE |  | CKDGECPWQA |
| LLINEENEGF |  | CGGTILSEFY |  | ILTAAHCLYQ |  | AKRFKVRVGD |  | RNTEQEEGGE |
| AVHEVEVVIK |  | HNRFTKETYD |  | FDIAVLRLKT |  | PITFRMNVAP |  | ACLPERDWAE |
| STLMTQKTGI |  | VSGFGRTHEK |  | GRQSTRLKML |  | EVPYVDRNSC |  | KLSSSFIITQ |
| NMFCAGYDTK |  | QEDACQGDSG |  | GPHVTRFKDT |  | YFVTGIVSWG |  | EGCARKGKYG |
| IYTKVTAFLK |  | WIDRSMKTRG |  | LPKAKSHAPE |  | VITSSPLK   |  |            |

A: Аланін

C: Цистеїн

D: Аспарагінова кислота

E: Глутамінова кислота

F: Фенілаланін

G: Гліцин

H: Гістидин

I: Ізолейцин

K: Лізин

L: Лейцин

M: Метіонін

N: Аспарагін

P: Пролін

Q: Глутамін

R: Аргінін

S: Серин

T: Треонін

V: Валін

W: Триптофан

Кодований геном білок за функціями належить до гідролаз, протеаз, серинових протеаз. 
Задіяний у таких біологічних процесах, як зсідання крові, гемостаз. 
Білок має сайт для зв'язування з іоном кальцію. 
Секретований назовні.